# Tarrant Tabor
Le Tarrant Tabor est un bombardier de type triplan, le plus grand avion du monde à l’époque, qui ne vola qu'une fois, le 26 mai 1919, mais ce vol fut dramatique : il se solda par la mort des deux pilotes. Il devait être utilisé pour bombarder les centres industriels allemands depuis l'Angleterre. Il fut construit à Byfleet, dans le Surrey.
Pour ce vol inaugural qui sera également le dernier, les commandes de l'appareil sont confiées aux capitaines Dunn et Ravllings, ce dernier étant tué sur le coup à la suite de la chute de l'appareil qui blessera également six autres personnes.